# ویشی اسپرینگز، شهرستان ناپا، کالیفرنیا
ویشی اسپرینگز (به انگلیسی: Vichy Springs) یک منطقهٔ مسکونی در ایالات متحده آمریکا است که در شهرستان ناپا، کالیفرنیا واقع شده‌است. ویشی اسپرینگز ۲۳ متر بالاتر از سطح دریا واقع شده‌است.